# Danny Sullivan
Daniel John „Danny” Sullivan III (ur. 9 marca 1950 roku w Louisville) – amerykański kierowca wyścigowy.

## Kariera
Sullivan rozpoczął międzynarodową karierę w wyścigach samochodowych w 1972 roku od startu w Festiwalu Formuły Ford, gdzie wystartował z pole position. Ukończył wyścig na piątej pozycji. W późniejszych latach pojawiał się także w stawce Brytyjskiej Formuły 3 BARC Forward Trust, Brytyjskiej Formuły 3 BRSCC John Player, Brytyjskiej Formuły 3 Lombard North Central,  British Formula Atlantic Championship, Włoskiej Formuły 3, Brands Hatch Polydor Records Trophy, Brytyjskiej Formuły 3 BRDC Vanderwall, Shellsport International Series, Europejskiej Formuły 2, Europejskiej Formuły Super Vee, Europejskiej Formuły 3, Canon NP Copiers F3 Race, FIA World Endurance Championship, Renault 5 Turbo Eurocup, European Endurance Championship, Deutsche Rennsport Meisterschaft, Europejskiej Formuły 2, Grand Prix de Trois-Rivieres, Formula Atlantic Labatts Championship, Peter Stuyvesant International Formula Pacific Series, North American Formula Atlantic Championship, Can-Am Challenge, World Championship for Drivers and Makes, USAC Gold Crown Championship, IMSA Camel GT Championship, IndyCar World Series, Formuły 1, Formuły 1 Race of Champions, World Sports-Prototype Championship, International Race of Champions, NASCAR Winston Cup, 24-godzinnego wyścigu Le Mans, Deutsche Tourenwagen Masters, US Road Racing Championship, American Le Mans Series oraz Le Mans Endurance Series.

## Starty w Formule 1

### Tablica wyników
| Legenda oznaczeń w tabelach wyników Wyświetl szablon na nowej stronie | Legenda oznaczeń w tabelach wyników Wyświetl szablon na nowej stronie                                                                     |
| Oznaczenie                                                            | Wyjaśnienie |
| --------------------------------------------------------------------- | --- |
| Złoty                                                                 | Zwycięzca lub mistrzostwo |
| Srebrny                                                               | 2. miejsce lub wicemistrzostwo |
| Brązowy                                                               | 3. miejsce lub II wicemistrzostwo |
| Zielony                                                               | Ukończył, punktował (w klasyfikacji generalnej, gdy zdobył co najmniej jeden punkt na przestrzeni sezonu, poza trzema powyższymi opcjami) |
| Niebieski                                                             | Ukończył, nie punktował (w klasyfikacji generalnej, gdy nie zdobył co najmniej jednego punktu na przestrzeni sezonu)                      |
| Czerwony                                                              | Nie zakwalifikował się (NZ) |
| Czerwony                                                              | Nie prekwalifikował się (NPK) |
| Różowy                                                                | Nie ukończył (NU) |
| Różowy                                                                | Niesklasyfikowany (NS) (w klasyfikacji generalnej, gdy nie został sklasyfikowany w żadnym wyścigu sezonu)                                 |
| Czarny                                                                | Zdyskwalifikowany (DK) |
| Czarny                                                                | Wykluczony (WYK/EX) |
| Biały                                                                 | Nie wystartował (NW) |
| Biały                                                                 | Kontuzjowany (K/INJ) |
| Biały                                                                 | Wyścig odwołany (OD/C) |
| Bez koloru                                                            | Został wycofany (WYC/WD) |
| Bez koloru                                                            | Nie przybył (NP/DNA) |
| Bez koloru                                                            | Nie brał udziału w treningach (NT/DNP) |
| Bez koloru                                                            | Nie został zgłoszony (–) |
| Pogrubienie                                                           | Start z pole position |
| Kursywa                                                               | Najszybsze okrążenie wyścigu |
| †                                                                     | Nie ukończył, ale jego rezultat został zaliczony ze względu na przejechanie więcej niż 90% dystansu wyścigu.                              |
| *                                                                     | Sezon w trakcie |
| 1/2/3                                                                 | Punktowana pozycja w sprincie kwalifikacyjnym                                                                                             |
| Lista systemów punktacji Formuły 1                                    | |

| Rok  | Zespół                  | Samochód    | Silnik      | Wyniki w poszczególnych eliminacjach | Wyniki w poszczególnych eliminacjach | Wyniki w poszczególnych eliminacjach | Wyniki w poszczególnych eliminacjach | Wyniki w poszczególnych eliminacjach | Wyniki w poszczególnych eliminacjach | Wyniki w poszczególnych eliminacjach | Wyniki w poszczególnych eliminacjach | Wyniki w poszczególnych eliminacjach | Wyniki w poszczególnych eliminacjach | Wyniki w poszczególnych eliminacjach | Wyniki w poszczególnych eliminacjach | Wyniki w poszczególnych eliminacjach | Wyniki w poszczególnych eliminacjach | Wyniki w poszczególnych eliminacjach | Punkty | Pozycja |
| ---- | ----------------------- | ----------- | ----------- | ------------------------------------ | ------------------------------------ | ------------------------------------ | ------------------------------------ | ------------------------------------ | ------------------------------------ | ------------------------------------ | ------------------------------------ | ------------------------------------ | ------------------------------------ | ------------------------------------ | ------------------------------------ | ------------------------------------ | ------------------------------------ | ------------------------------------ | ------ | ------- |
| 1983 | Benetton Tyrrell Racing |             | Cosworth V8 | BRA                                  | USW                                  | FRA                                  | SMR                                  | MON                                  | BEL                                  | USE                                  | KAN                                  | GBR                                  | DEU                                  | AUT                                  | NLD                                  | ITA                                  | EUR                                  | RPA                                  | 2      | 17      |
| 1983 | Benetton Tyrrell Racing | Tyrrell 011 | Cosworth V8 | 11                                   | 8                                    | NU                                   | NU                                   | 5                                    | 12                                   | NU                                   | DSQ                                  | 14                                   | 12                                   | NU                                   | NU                                   | NU                                   |                                      |                                      | 2      | 17      |
| 1983 | Benetton Tyrrell Racing | Tyrrell 012 | Cosworth V8 |                                      |                                      |                                      |                                      |                                      |                                      |                                      |                                      |                                      |                                      |                                      |                                      |                                      | NU                                   | 7                                    | 2      | 17      |

### Statystyki
| Sezon | Zespół | Konstruktor      | Zgł. | PKT | P.   | P1 | P2 | P3 | Punkt. | PP | NO | NS | DK | NZ |
| --- | --- | ---------------- | ---- | --- | ---- | -- | -- | -- | ------ | -- | -- | -- | -- | -- |
| 1983 | Tyrrell Racing | Tyrrell-Cosworth | 15   | 2   | 17   | -  | -  | -  | 1      | -  | -  | 8  | -  | -  |
| Razem | 1 | 1                | 15   | 2   | 1x17 | -  | -  | -  | 1      | -  | -  | 8  | -  | -  |
| Sezon | Zespół | Konstruktor      | Zgł. | PKT | P.   | P1 | P2 | P3 | Punkt. | PP | NO | NS | DK | NZ |
| \| Legenda \| Legenda \| \| ------------------------------------------ \| ------------------------------------------------------------------------------------------------------------------------------------------------------------------------------------------------------------------------------------------------------------------------------------------------------------------------------------------------------------------------------------------------------------------------------ \| \| Zgł. PKT P. P1 P2 P3 Punkt. PP NO NS DK NZ \| Liczba zgłoszeń do wyścigów Liczba zdobytych punktów Pozycja zajęta w klasyfikacji generalnej Liczba zwycięstw Liczba drugich miejsc Liczba trzecich miejsc Wyścigi, w których kierowca punktował Liczba zdobytych pole position Liczba zdobytych najszybszych okrążeń Wyścigi, w których kierowca był niesklasyfikowany Wyścigi, w których kierowca był zdyskwalifikowany Wyścigi, do których kierowca się nie zakwalifikował \| | |                  |      |     |      |    |    |    |        |    |    |    |    |    |
| Legenda | |                  |      |     |      |    |    |    |        |    |    |    |    |    |
| Zgł. PKT P. P1 P2 P3 Punkt. PP NO NS DK NZ | Liczba zgłoszeń do wyścigów Liczba zdobytych punktów Pozycja zajęta w klasyfikacji generalnej Liczba zwycięstw Liczba drugich miejsc Liczba trzecich miejsc Wyścigi, w których kierowca punktował Liczba zdobytych pole position Liczba zdobytych najszybszych okrążeń Wyścigi, w których kierowca był niesklasyfikowany Wyścigi, w których kierowca był zdyskwalifikowany Wyścigi, do których kierowca się nie zakwalifikował |                  |      |     |      |    |    |    |        |    |    |    |    |    |

### Podsumowanie startów
| Ważne wyścigi     | Ważne wyścigi                     |
| ----------------- | --------------------------------- |
| Debiut            | Grand Prix Brazylii 1983 (#1)     |
| Pierwsze punkty   | Grand Prix Monako 1983 (#5)       |
| Ostatni           | Grand Prix RPA 1983 (#15)         |
| Najwyższe pozycje |                                   |
| Kwalifikacje      | 9 ( Grand Prix USA - Zachód 1983) |
| Wyścig            | 5 ( Grand Prix Monako 1983)       |